# 托马斯·德迈齐埃
卡尔·恩斯特·托马斯·德迈齐埃（德語：Karl Ernst Thomas de Maizière；1954年1月21日—），於波恩出生，是德國的政治家，屬德国基督教民主联盟（CDU），從2009年10月28日起出任默克爾第二內閣的内政部長。

## 家庭
托马斯·德迈齐埃的父親是西德時代的聯邦國防軍陸軍退役上將乌尔里希·德梅齐埃，前東德末任部长会议主席洛塔爾·德梅齊埃是他的堂兄。托马斯·德迈齐埃的大哥安德烈·德梅齐埃曾涉嫌為俄羅斯洗黑錢而被法蘭克福公檢署起訴。

## 外部連結
- （德文）官方網站 （页面存档备份，存于）
- Lebenslauf auf den Seiten der Bundesregierung （页面存档备份，存于）
- 托马斯·德迈齐埃（德国国家图书馆目录相关文献）

| 官衔                                                   | 官衔                       | 官衔                          |
| ------------------------------------------------------ | -------------------------- | ----------------------------- |
| 前任者： 弗兰克-瓦尔特·施泰因迈尔                      | 德國总理府主任 2005–2009   | 繼任者： 罗纳德·波法拉        |
| 空缺上一位持有相同頭銜者：博多·洪巴赫 （Bodo Hombach） | 德國聯邦情報局長 2005–2009 | 繼任者： 罗纳德·波法拉        |
| 前任者： 沃尔夫冈·朔伊布勒                             | 德國內政部長 2009–2011     | 繼任者： 汉斯-彼得·弗里德里希 |
| 前任者： 卡尔-特奥多尔·楚·古滕贝格                     | 德國国防部长 2011–2013     | 繼任者： 乌尔苏拉·冯德莱恩    |
| 前任者： 汉斯-彼得·弗里德里希                          | 德國內政部長 2013–2018     | 繼任者： 霍斯特·泽霍费尔      |